# Bernd Kissel

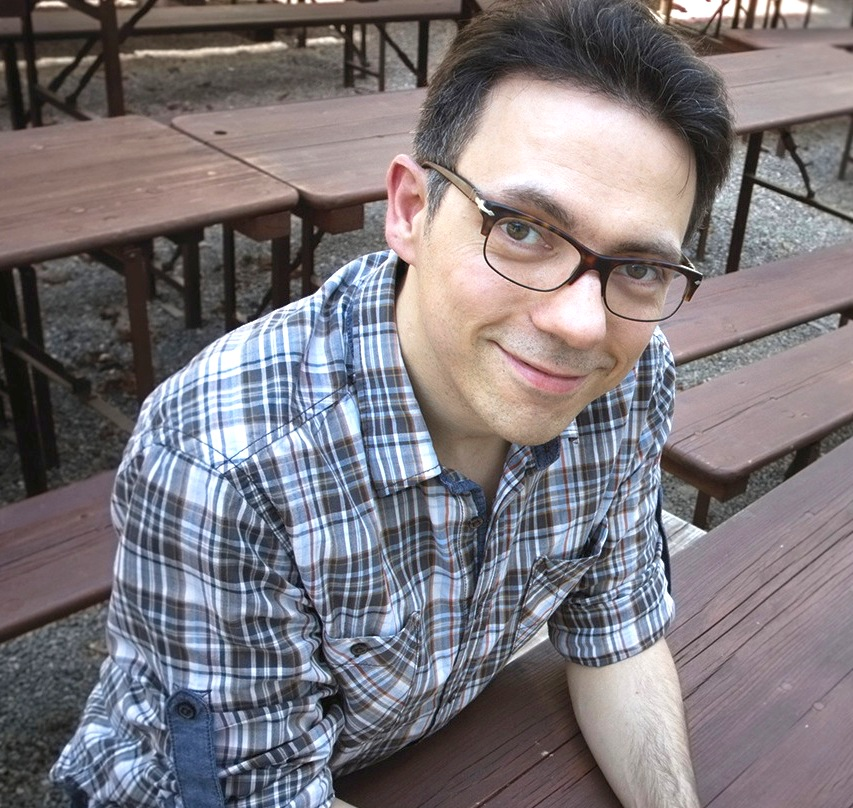
Bernd Kissel (2018)

Bernd Kissel (* 24. Mai 1978 in Saarbrücken) ist ein deutscher Zeichner, Trickfilmzeichner und Grafiker.

## Leben
Bernd Kissel wuchs im Ortsteil Berus der saarländischen Gemeinde Überherrn auf. Von 1985 bis 1989 besuchte er die Grundschule in Berus, danach wechselte er zum Max-Planck-Gymnasium in Saarlouis, an dem er 1997 sein Abitur ablegte. Im Anschluss daran durchlief er von 1998 bis 2000 am Lycée Technique des Arts et Métiers in Luxemburg eine Ausbildung als Trickfilmzeichner, die er erfolgreich mit dem Diplom BTS Animation abschloss.
Kissel ist verheiratet, er lebt als freischaffender Künstler und Grafiker in Überherrn-Berus.

## Beruflicher Werdegang
Nach seiner beruflichen Ausbildung arbeitete Bernd Kissel von 2000 bis 2007 als Background- und Propdesigner an Zeichentrickserien wie Liberty’s Kids, Emily Erdbeer und Horseland.
Von 2007 bis 2009 produzierte Kissel unter anderem über 100 Folgen der Comic-Reihe „Saar-Legenden“, die in der Saarbrücker Zeitung erschienen sind. Bis Ende 2011 produzierte Kissel die Comic-Serie „Saarland Album“, die im wöchentlichen Turnus ebenfalls in der Saarbrücker Zeitung erschien und im Herbst 2015 eine eigene Verfilmung mit Langhals & Dickkopp in den Hauptrollen erhielt.
Im Frühjahr 2012 schrieb und zeichnete Kissel für ZDF.de den Online-Krimi „Tödliches Wolfsrudel“. Der Comic ist die Fortsetzung des erfolgreichen Fernsehfilms Mörderisches Wespennest. Die letzte Folge wurde am 16. April 2012 wenige Stunden vor Ausstrahlung des zweiten Provinzkrimis Tod einer Brieftaube ins Netz gestellt und diente somit als Überleitung zum zweiten Fernsehfilm um den schrulligen Privatdetektiv Finn Zehender (Hinnerk Schönemann). Danach schrieb und zeichnete Kissel einen weiteren Finn Zehender Comic-Krimi mit dem Titel „Tödlicher Windhauch“.
2016 zeichnete Kissel die von Flix geschriebene Graphic Novel „Münchhausen – Die Wahrheit übers Lügen“, die im Carlsen Verlag erschienen ist. Sie gewann den „Rudolph-Dirks-Award“ 2016 für die „Beste literarische Adaption“.
Dezember 2020 bis März 2023 erschienen werktäglich die Känguru-Comics auf Zeit Online. Die von Kissel gezeichneten Comicstrips entstanden in Zusammenarbeit mit dem Autor Marc-Uwe Kling. Mittlerweile sind Auszüge davon als Bücher erschienen, sowie eine Reclam Fassung.
Das Umweltministerium im Saarland kam auf Kissel zu, um das Projekt „Kaat von Dahämm“ zu realisieren. Hierbei handelt es sich um Karten im Kunstdruck der saarländischen Landkreise, auf denen die Ortsnamen im jeweiligen Dialekt aufgeführt sind. Ebenso sind auf den Karten Figuren, Sagen und Gebäude abgebildet, die Kissel gezeichnet hat.

## Auszeichnungen
- Rudolph-Dirks-Award 2016 für „Literary Adaptation“: Münchhausen. Die Wahrheit übers Lügen
- Tonton-Preis 2024[3]

## Werke
- SaarLegenden. Saarbrücken: Geistkirch Verlag, 2007. 40 S. ISBN 978-3-938889-59-6.
- SaarLegenden. Band 2. Saarbrücken: Geistkirch Verlag, 2008. 40 S. ISBN 978-3-938889-65-7.
- SaarLegenden. Band 3. Saarbrücken: Geistkirch Verlag, 2009. 44 S. ISBN 978-3-938889-65-7.
- SaarLegenden. Kalender 2009. Saarbrücken: Geistkirch Verlag, 2009. OCLC 316281064.
- Saarland-Album. 70 Episoden Geschichte und Geschichten aus dem Saarland. Comics. Saarbrücken: Geistkirch Verlag, 2011. 80 S. ISBN 978-3-938889-33-6.
- Faim d'Histoire: À la découverte de la Nouvelle - France, Cornelsen Verlag 2012, ISBN 978-3-06-520099-8.
- Faim d'Histoire: À l'ombre des gargouilles, Cornelsen Verlag 2010, ISBN 978-3-06-520100-1.
- Faim d'Histoire: Le masque d'or, Cornelsen Verlag 2010, ISBN 978-3-06-520101-8.
- Faim d'Histoire: Sous les yeux du sphinx, Cornelsen Verlag 2011, ISBN 978-3-06-520102-5.
- HiStoryTime: Dangerous Cliffs, Cornelsen Verlag 2012, ISBN 978-3-06-033146-8.
- Saar Legenden Gesamtausgabe, Geistkirch Verlag, 2013. 40 S. ISBN 978-3-938889-46-6.
- Münchhausen. Die Wahrheit übers Lügen (mit Flix), Carlsen Verlag, Hamburg 2016, ISBN 978-3-551-76303-7.
- Saarlouis - Im Fluss der Zeit (mit Benedikt Loew), Saarbrücken: Geistkirch Verlag, 2016, ISBN 978-3-946036-52-4
- Freistaat Flaschenhals (mit Marco Wiersch), Carlsen Verlag, Hamburg 2019, ISBN 978-3-551-78150-5
- Saarfari: Lilo und Olli auf Zeitreise, CONTE-VERLAG, St. Ingbert., 2019, ISBN 978-3-956-02207-4
- mit Marc-Uwe Kling: Die Känguru-Comics 1: Also ICH könnte das besser. Carlsen Verlag, Hamburg 2022, ISBN 978-3-551-72828-9.
- mit Marc-Uwe Kling: Die Känguru-Comics 2: Du würdest es eh nicht glauben. Carlsen Verlag, Hamburg 2023, ISBN 978-3-551-73009-1.
- Kaat von Dahämm, Umweltministerium Saarland, seit 2022
- als Illustrator: Marc-Uwe Kling, Johanna Kling, Luise Kling: Der Spurenfinder, Ullstein Verlag, Berlin 2023, ISBN 978-3-550-20268-1.
- mit Marc-Uwe Kling: Die Känguru-Klassiker, Reclam, Dietzingen 2024, ISBN 978-3-15-014441-1.